# 陰謀の代償 N.Y.コンフィデンシャル
『陰謀の代償 N.Y.コンフィデンシャル』（いんぼうのだいしょうニューヨークコンフィデンシャル、原題: The Son of No One）は、2011年のアメリカ合衆国の映画。

## ストーリー
2002年のニューヨーク。市警察に勤めるジョナサンは、妻と病を抱える娘と共に慎ましく暮らしていた。だが、実は彼には少年時代に二件の殺人事件に関わるという暗い過去があり、今の自分と同じ市警察に勤めていた亡き父の相棒であるスタンフォード刑事にそれらを揉み消してもらっていた。
その過去に今も苦しめられていたジョナサンに、ある日何者かから手紙が届く。それは過去の事件を公にするといった脅迫状だった。驚くジョナサンだったが、スキャンダルを恐れる彼の上司は、この一件を隠蔽するようジョナサンに脅迫まがいに命令する。
追いつめられたジョナサンは事件について調べているという女性記者のもとへと向かうが、彼女との話し合いはものわかれに終わる。ところがジョナサンと別れた直後に彼女は何者かに殺害され、直前まで一緒にいたジョナサンが殺人事件の容疑者になってしまう。

## キャスト
ジョナサン・ホワイト
演 - チャニング・テイタム、日本語吹替 - 東地宏樹
30歳にしてニューヨーク市警察の警官となった男。118分署勤務。
妻子と3人で郊外の一軒家に暮らす。子供時代の愛称は「ミルク」。
ヴィニー・カーター
演 - トレイシー・モーガン、日本語吹替 - 板取政明
ジョナサンの子供時代の親友。親に精神病院に入院させられていた。
ケリー・ホワイト
演 - ケイティ・ホームズ、日本語吹替 - 雨谷和砂
ジョナサンの妻。
マリオン・マサーズ警部
演 - レイ・リオッタ、日本語吹替 - 辻親八
ジョナサンの上司。次期警察委員長候補。
ジョナサンの過去を知っている。
ローレン・ブリッジス
演 - ジュリエット・ビノシュ、日本語吹替 - 竹内絢子
新聞記者。マサーズとは15年来の知り合い。
チャーリー・スタンフォード警察委員長
演 - アル・パチーノ、日本語吹替 - 山路和弘
引退間近。マサーズを後任に考えている。
ジョナサンの亡父の相棒刑事だった。